# Banc Pitt
Pour les articles homonymes, voir Pitt.
Le banc Pitt, en anglais Pitt Bank, est un atoll submergé de l'archipel des Chagos, dans le territoire britannique de l'océan Indien, un territoire britannique d'outre-mer.

## Toponymie
Le banc Pitt est nommé en l'honneur de William Pitt le Jeune, Premier ministre du Royaume-Uni de 1783 à 1801 et de 1804 à 1806.

## Géographie

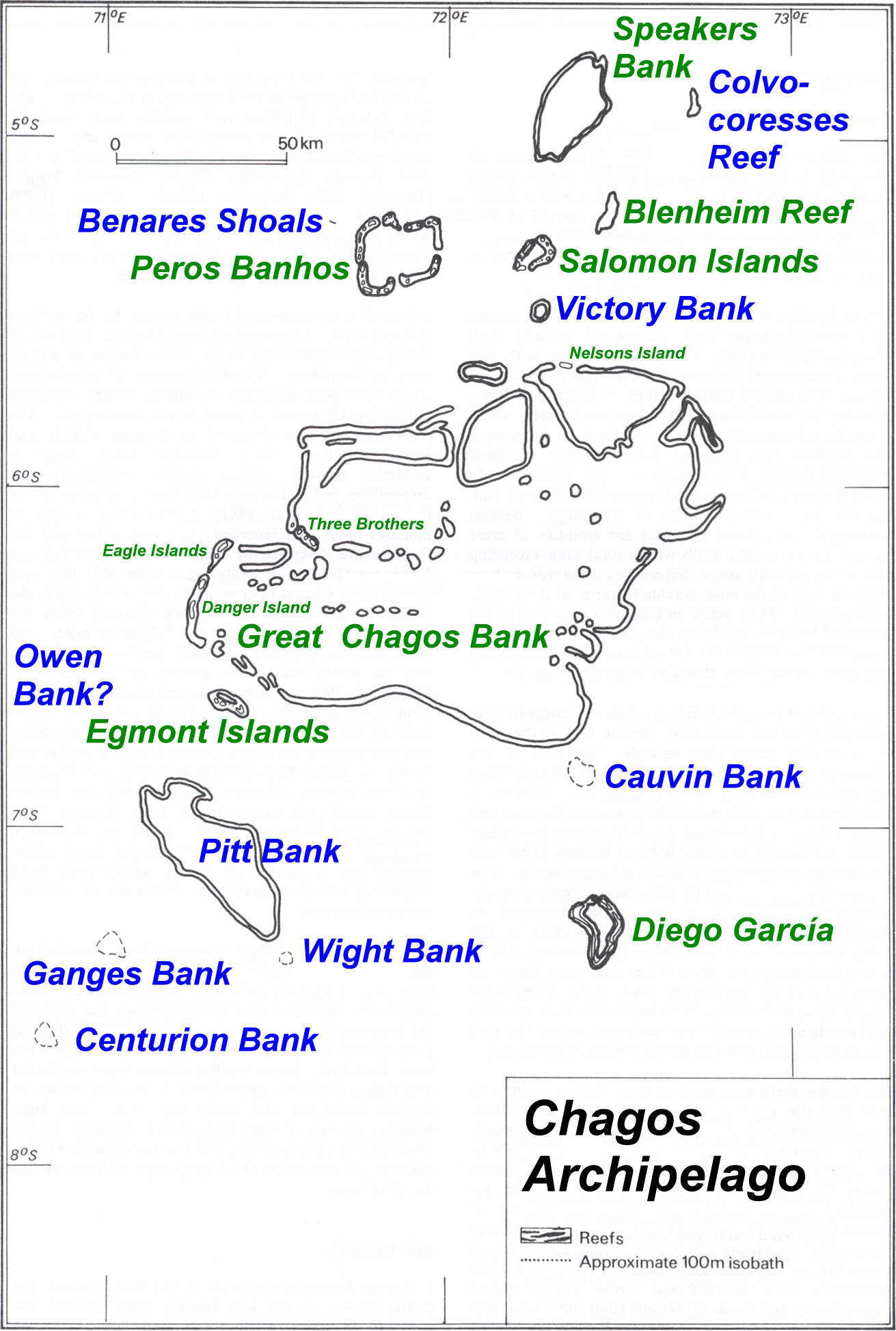
Carte de l'archipel des Chagos montrant le banc Pitt au sud-ouest.

Le banc Pitt est situé dans le centre de l'océan Indien, dans le sud-ouest de l'archipel des Chagos, à 21 kilomètres au sud des îles Egmont et à 91 kilomètres à l'ouest de Diego Garcia. Administrativement, il est inclus dans le territoire britannique de l'océan Indien, un territoire britannique d'outre-mer. Cependant, Maurice réclame la souveraineté de l'archipel des Chagos, y compris le banc Pitt.
Le banc Pitt est un atoll d'origine corallienne entièrement submergé, de forme allongée orienté dans le sens sud-est-nord-ouest. Il mesure 69 kilomètres de longueur, 10 à 32 kilomètres de largeur pour une superficie de 1 100 km2. Il est le premier atoll submergé de l'archipel des Chagos en termes de superficie. Sa profondeur minimale est de sept mètres et celle de son lagon peut atteindre 44 mètres.

## Histoire
Le 25 février 2019, dans un avis consultatif, la Cour internationale de justice estime que le Royaume-Uni a « illicitement » séparé l’archipel des Chagos de l’île Maurice après son indépendance en 1968,.
L'assemblée générale de l’ONU a adopté une résolution le 22 mai 2019, commandant à la Grande-Bretagne de restituer l'archipel des Chagos à la République mauricienne dans les six mois, ce qui permettrait aux Chagossiens de retrouver leurs terres.
En mai 2019, l'Assemblée générale de l'ONU avait adopté à une très large majorité une résolution, non contraignante mais à forte valeur politique, donnant six mois à Londres pour procéder à cette rétrocession. Ce délai a pris fin le 22 novembre 2019 sans que le Royaume-Uni se conforme à cette résolution, ni à l'avis consultatif formulé en février par la Cour internationale de justice (CIJ) demandant à Londres de mettre fin "dans les plus brefs délais" à son administration des Chagos.
Le 15 janvier 2020, Pravind Jugnauth premier ministre des île Maurice, était à Londres pour assister à un sommet sur les investissements de la Grande-Bretagne en Afrique. il s'est entretenu avec les chefs des gouvernements de l'Afrique du Sud, du Kenya, de Côte d'Ivoire et du Mozambique. Il a indiquait que : "Port-Louis étudiait la possibilité d’entamer des poursuites contre des responsables britanniques devant la Cour pénale internationale pour crime contre l’humanité", écrit IonNews.
Le 25 mai 2020, la nouvelle carte publiée par l'ONU fait apparaitre l'archipel des chagos comme territoire Mauricien.